# Las Vegas Raiders 2025
La stagione 2025 dei Las Vegas Raiders sarà la 56ª della franchigia nella National Football League, la 66ª complessiva, la sesta a Las Vegas, la prima con Tom Brady come socio di minoranza e anche la prima sotto la direzione di Pete Carroll come capo-allenatore e di John Spytek come general manager.
Per la terza volta in quattro stagioni di fila la dirigenza dei nero-argento decise di affidarsi ad una nuova coppia capo-allenatore e general manager per costruire una squadra competitiva. In questa scelta di rinnovare completamente la gestione influì molto il parere di Brady, da qualche mese diventato socio di minoranza al 10% e a cui, essendo anche uno dei migliori e più vincenti quarterback nella storia della NFL, fu data ampia considerazione.
I Raiders continuarono inoltre a cercare una guida stabile per l'attacco, dopo la separazione a fine 2022 da Derek Carr, presentandosi per la terza stagione di fila con un nuovo quarterback titolare: dopo Jimmy Garoppolo nel 2023 e Gardner Minshew nel 2024, arrivò infatti da Seattle il veterano Geno Smith, che aveva già giocato sei stagioni con Pete Carroll. Secondo molti analisti Smith era stato scelto dai Raiders per alzare il livello dell'attacco ma senza l'idea di farlo diventate il loro franchise quarterback, con Brady intenzionato invece a cercare un rookie promettente, magari da far crescere dietro il veterano per qualche stagione, prima di dargli le chiavi della squadra.
L'obiettivo stagionale dei Raiders sarà di ritornare ai play-off dopo tre anni di assenza, avendovi partecipato l'ultima volta nel 2021.

## Movimenti di mercato

### Cambi nello staff dirigenziale
- Il 9 gennaio i Raiders licenziarono, dopo solo una stagione nel ruolo, il general manager Tom Telesco.[7]
- Il 24 gennaio fu nominato nuovo general manager John Spytek, al suo 23º anno in NFL e avendo passato gli ultimi nove ricoprendo diversi ruoli nell'organizzazione dei Tampa Bay Buccaneers che, con Tom Brady in campo, hanno vinto il Super Bowl LV.[8]
- Il 4 febbraio i Raiders nominarono Mark Thewes vice presidente senior per le operazioni e la strategia. Thewes, alla sua 23ª stagione nella NFL, aveva passato le ultime sedici con i Denver Broncos.[9]
- Il 30 aprile 2025 i Raiders nominarono Brian Stark assistente del general manager e Johnathon Stigall assistente del direttore per lo scouting di college.[10]
- Il 5 maggio 2025 i Raiders nominarono Anthony Patch, dal 2002 al 2024 nei Philadelphia Eagles vincitori nel periodo di due Super Bowl, dirigente senior per il personale sportivo.[11]
- Il 15 maggio 2025 Brandon Hunt, anch'esso negli ultimi anni con gli Eagles, fu nominato vice presidente per il personale sportivo.[12]

### Cambi tra gli allenatori
- Il 7 gennaio fu licenziato il capo-allenatore Antonio Pierce, che aveva assunto il ruolo ad interim a metà stagione 2023 e poi nominato capo-allenatore effettivo per quella, assai negativa, del 2024 chiusa sul record 4-13.[13]
- Il 25 gennaio i Raiders nominarono l'esperto Pete Carroll nuovo capo-allenatore.[14]
- Il 31 gennaio Patrick Graham rifirmò per un altro anno come coordinatore della difesa.[15]
- Il 4 febbraio i Raiders nominarono Chip Kelly coordinatore dell'attacco.[16]
- L'11 febbraio fu reso noto l'intero staff degli allenatori, tra i quali i ritorni in nero-argento di Matt Capurro (coaching operations), Greg Olson (quarterback) e Joe Woods (coordinatore gioco di passaggio/defensive back) e gli arrivi dell'ex centro Kyle Fuller (controllo qualità dell'attacco) e i figli di Carroll, Brennan (offensive live) e Nate (assistente quarterback).[17]

### Principali free-agent acquisiti
| Principali free agent acquisiti dai Raiders |                    |       |     |                       |
| Data                                        | Giocatore          | Ruolo | Età | Squadra 2024          |
| 5 marzo 2025                                | Alex Cappa         | G     | 30  | Cincinnati Bengals    |
| 13 marzo 2025                               | Eric Stokes        | CB    | 26  | Green Bay Packers     |
| 13 marzo 2025                               | Elandon Roberts    | LB    | 31  | Pittsburgh Steelers   |
| 13 marzo 2025                               | Lonnie Johnson Jr. | S     | 29  | Carolina Panthers     |
| 13 marzo 2025                               | Jeremy Chinn       | S     | 27  | Washington Commanders |
| 19 marzo 2025.                              | Raheem Mostert     | RB    | 33  | Miami Dolphins        |
| 12 giugno 2025.                             | Germaine Pratt     | LB    | 29  | Cincinnati Bengals    |
| 22 luglio 2025                              | Jamal Adams        | S     | 29  | Detroit Lions         |

### Principali scambi
| Principali scambi fatti dai Raiders |                    |                     |                                               |
| Data                                | Ottenuto           | Da                  | In cambio di                                  |
| 13 marzo 2025                       | Geno Smith (QB)    | Seattle Seahawks    | Una scelta al 3º giro del Draft 2025 (la 92ª) |
| 5 agosto 2025                       | Thomas Booker (DT) | Philadelphia Eagles | Jakorian Bennett (CB)                         |

### Principali giocatori svincolati
| Principali giocatori svincolati dai Raiders |                   |       |     |                      |
| Data                                        | Giocatore         | Ruolo | Età | Squadra 2025         |
| 12 marzo 2025                               | Gardner Minshew   | QB    | 29  | Kansas City Chiefs   |
| 12 marzo 2025                               | Andre James       | C     | 28  | Los Angeles Chargers |
| 7 aprile 2025                               | Jack Jones        | CB    | 27  | Miami Dolphins       |
| 24 luglio 2025                              | Christian Wilkins | DT    | 29  |                      |

### Giocatori internazionali
| Giocatori internazionali acquisiti dai Raiders attraverso l'IPP |           |       |     |             |                      |
| Data                                                            | Giocatore | Ruolo | Età | Nazionalità | Sport di provenienza |
| 30 aprile 2025                                                  | Laki Tasi | DL    | 21  | Australiana | Rugby a 15           |

### Scelte nel Draft 2025

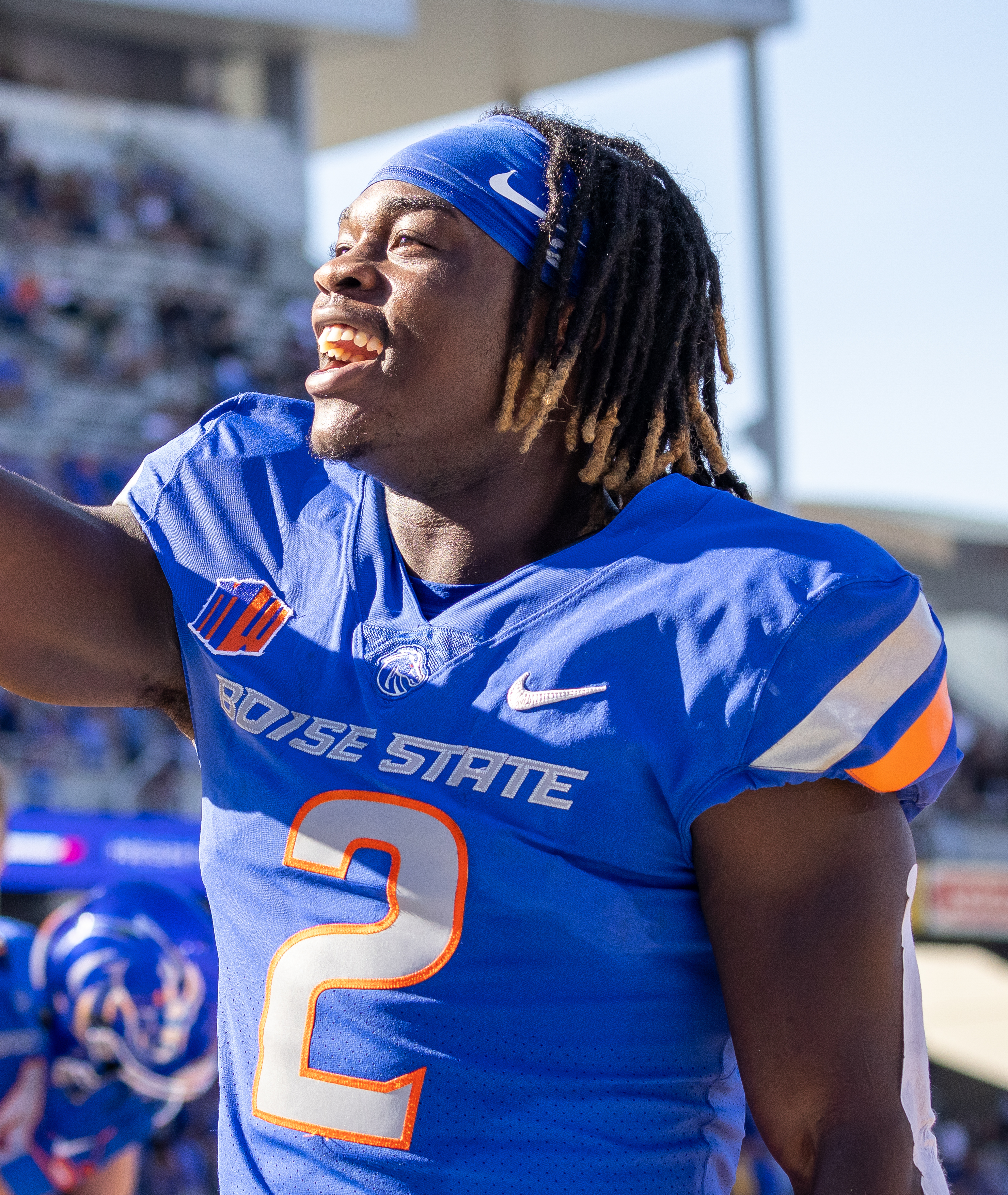
Il running back di Boise State Ashton Jeanty prima scelta dei Raiders nel draft 2025.

Nel draft 2025 i Raiders avevano a disposizione la 6ª scelta assoluta. La lega inoltre riconobbe due scelte compensatorie aggiuntive ai Raiders. Il numero totale di scelte a disposizione prima del draft erano quindi nove: 6ª, 37ª, 68ª, 108ª, 143ª, 180ª, 213ª, 215ª e 222ª. Con gli scambi avvenuti nel corso del draft, i Raiders ebbero infine a disposizione 11 scelte complessive con cui selezionarono i seguenti giocatori:
| Scelte dei Raiders nel Draft 2025 |        |                                     |                                     |                                     |                                                |
| Giro                              | Scelta | Giocatore                           | Ruolo                               | College                             | Note                                           |
| 1º                                | 6ª     | Ashton Jeanty                       | RB                                  | Boise State                         |                                                |
| 2º                                | 37ª    | scambiata con Miami                 | scambiata con Miami                 | scambiata con Miami                 | scambiata con Miami                            |
| 2º                                | 48ª    | da Miami - scambiata con Houston    | da Miami - scambiata con Houston    | da Miami - scambiata con Houston    | da Miami - scambiata con Houston               |
| 2º                                | 58ª    | Jack Bech                           | WR                                  | TCU                                 | da Houston                                     |
| 3º                                | 68ª    | Darien Porter                       | CB                                  | Iowa State                          |                                                |
| 3º                                | 92ª    | dai NY Jets - scambiata con Seattle | dai NY Jets - scambiata con Seattle | dai NY Jets - scambiata con Seattle | dai NY Jets - scambiata con Seattle            |
| 3º                                | 98ª    | Caleb Rogers                        | G                                   | Texas Tech                          | da Miami Scelta compensatoria                  |
| 3º                                | 99ª    | Charles Grant                       | OT                                  | William & Mary                      | dai NY Giants via Houston Scelta compensatoria |
| 4º                                | 108ª   | Dont'e Thornton                     | WR                                  | Tennessee                           |                                                |
| 4º                                | 135ª   | Tonka Hemingway                     | DT                                  | South Carolina                      | da Miami Scelta compensatoria                  |
| 5º                                | 143ª   | scambiata con Miami                 | scambiata con Miami                 | scambiata con Miami                 | scambiata con Miami                            |
| 6º                                | 180ª   | JJ Pegues                           | DT                                  | Ole Miss                            |                                                |
| 6º                                | 213ª   | Tommy Mellott                       | QB                                  | Montana State                       | Scelta compensatoria                           |
| 6º                                | 215ª   | Cam Miller                          | QB                                  | North Dakota State                  | Scelta compensatoria                           |
| 7º                                | 222ª   | Cody Lindenberg                     | LB                                  | Minnesota                           |                                                |

#### Scambi di scelte Pre-Draft
- Ad ottobre 2024 acquisirono una scelta al 3º giro dai New York Jets, la 92ª, cedendo il wide receiver Davante Adams.[39]
- Il 13 marzo 2025 acquisirono il quarterback Geno Smith dai Seattle Seahakws, cedendo una scelta al 3º giro, la 92ª scelta assoluta precedentemente ottenuta dai Jets.[26]

#### Scambi di scelte durante il Draft
- I Raiders cedettero la scelta del 2º giro, la 37ª assoluta, e una scelta al 5º giro, la 143ª, ai Miami Dolphins, in cambio di una scelta del 2º giro (la 48ª), una del 3º giro (la 98ª) e una del 4º giro (la 135ª).[40]
- Cedettero quindi la 48ª scelta  del 2º giro agli Houston Texans in cambio della 58ª scelta, sempre al 2º giro, più la 99ª scelta al 3º giro.[41]

### Undrafted free agents
Il 9 maggio 2025 i Raiders annunciarono di aver contrattualizzato 15 undrafted free agent, ossia giocatori provenineti dal college football non scelti nel draft 2025.
| Undrafted free agent acquisiti dai Raiders |       |                  |
| Giocatore                                  | Ruolo | College          |
| Tank Booker                                | DT    | SMU              |
| Dominic Boyd                               | T     | Georgia Southern |
| Hudson Clark                               | S     | Arkansas         |
| Parker Clements                            | T     | Virginia Tech    |
| Pat Conroy                                 | TE    | Old Dominion     |
| Mello Dotson                               | CB    | Kansas           |
| Zakhari Franklin                           | WR    | Illinois         |
| Jarrod Hufford                             | C     | Iowa State       |
| John Humphrey                              | CB    | USC              |
| Matt Jones                                 | LB    | Baylor           |
| Jah Joyner                                 | DE    | Minnesota        |
| Treven Ma'ae                               | DT    | Baylor           |
| Carter Runyon                              | TE    | Towson           |
| Greedy Vance                               | CB    | USC              |
| Jailin Walker                              | LB    | Indiana          |

## Staff
| Staff dei Las Vegas Raiders |
| --- |
| Organi dirigenziali - Proprietario – Mark Davis (90%), Tom Brady (10%) - Presidente – Sandra Douglass Morgan - General manager – John Spytek - Vice presidente senior per le operazioni e la strategia – Mark Thewes - Vice presidente senior/direttore per l'amministrazione del football – Tom Delaney - Assistente del general manager – Brian Stark - Vice presidente per il personale sportivo - Brandon Hunt - Dirigente senior per il personale sportivo – Anthony Patch - Direttore per i sistemi del football – Brad Goldsberry - Direttore per la gestione dello scouting/assistente del general manager – John Barnett - Direttore per lo scouting di college – Brandon Yeargan - Assistente direttore per lo scouting di college – Johnathon Stigall - Assistente direttore per lo scouting professionistico – Ben Chester - Consulenti senior per lo scouting nazionale – Andy Dengler, Lenny McGill Capo allenatore - Pete Carroll Altri allenatori - Vice presidente senior/Coaching operations – Matt Capurro - Research specialist – Ryan Paganetti - Preparatore atletico – A.J. Neibel - Assistente p.a. – Deuce Gruden - Assistente p.a. – Rick Slate - Assistente p.a. – Matthew Fyle - Assistente p.a. – Haley Roberts Allenatori dell'attacco - Coordinatore offensivo – Chip Kelly - Assistente senior dell'attacco – Bob Bicknell - Coordinatore del gioco sulle corse/offensive line – Brennan Carroll - Quarterback – Greg Olson - Assistente quarterback/gestione della partita – Nate Carroll - Running back – Deland McCullough - Wide receiver – Chris Beatty - Tight end – Luke Steckel - Assistente offensive line – Andy Dickerson - Assistente senior attacco – Joe Philbin - Assistente attacco – Sean Binckes - Qualità del gioco offensivo – Kyle Fuller, Connor McQueen Allenatori della difesa - Coordinatore difensivo – Patrick Graham - Assistente difesa – Rip Rowan - Coordinatore del gioco sulle corse/defensive line – Rob Leonard - Coordinatore del gioco sui passaggi/defensive back – Joe Woods - Linebacker – John Glenn - Assistente difesa/linebacker – Ty McKenzie - Defensive back – Marcus Robinson - Assistente linea difensiva – Kenyon Jackson - Qualità del gioco difensivo – Beyah Rasool Allenatori dello special team - Coordinatore special team – Tom McMahon - Assistente special teams – Kade Rannings - Qualità del gioco degli special teams – Derius Swinton II |

## Roster
| Roster dei Las Vegas Raiders |
| --- |
| Quarterback - 5 Cam Miller - 12 Aidan O'Connell - 7 Geno Smith Running Back - 35 Chris Collier - 2 Ashton Jeanty - 23 Dylan Laube - 28 Sincere McCormick - 31 Raheem Mostert - 3 Zamir White Wide Receiver - 81 Alex Bachman - 18 Jack Bech - 15 Marquez Callaway - 13 Phillip Dorsett - 85 Ketron Jackson Jr. - 4 Shedrick Jackson - 17 Collin Johnson - 19 Tommy Mellott - 16 Jakobi Meyers - 10 Dont'e Thornton - 1 Tre Tucker Tight End - 89 Brock Bowers - 84 Qadir Ismail - 87 Michael Mayer - 86 Albert Okwuegbunam - 46 Carter Runyon - 88 Justin Shorter - 80 Ian Thomas Offensive Linemen - 72 Gottlieb Ayedze LT - 65 Alex Cappa G - 70 Parker Clements RT - 71 Delmar Glaze RT - 60 Charles Grant T - 64 Jarrod Hufford C - 56 Atonio Mafi G - 61 Jordan Meredith G - 74 Kolton Miller LT - 77 Thayer Munford RT - 66 Dylan Parham RG - 58 Jackson Powers-Johnson C - 67 Will Putnam C - 76 Caleb Rogers G - 78 Dalton Wagner RT Defensive Linemen - 73 Tank Booker DT - 47 Thomas Booker DT - 69 Adam Butler DT - 99 Andre Carter II DE - 93 Zachary Carter DT - 75 Keondre Coburn DT - 98 Maxx Crosby DE - 95 Leki Fotu DT - 91 Jahfari Harvey DE - 97 Tonka Hemingway DT - 59 Jah Joyner DE - 51 Malcolm Koonce DE - 96 Jonah Laulu DT - 68 Treven Ma'ae DT - 90 Ovie Oghoufo DE - 92 JJ Pegues DT - 49 Charles Snowden DE - 79 Laki Tasi DL - 9 Tyree Wilson DE Linebacker - 43 Michael Barrett MLB - 44 Tommy Eichenberg MLB - 53 Amari Gainer OLB - 42 Matt Jones MLB - 55 Cody Lindenberg MLB - 57 Germaine Pratt OLB - 52 Elandon Roberts MLB - 54 Jaylon Smith MLB - 45 Devin White OLB Defensive Back - 33 Jamal Adams S - 11 Jeremy Chinn SS - 38 Hudson Clark S - 48 Terrell Edmunds SS - 34 Thomas Harper SS - 30 Darnay Holmes CB - 39 John Humphrey CB - 32 Lonnie Johnson Jr. S - 36 Kyu Blu Kelly CB - 20 Isaiah Pola-Mao FS - 26 Darien Porter CB - 25 Decamerion Richardson CB - 29 Christopher Smith II SS - 22 Eric Stokes CB - 37 Trey Taylor FS - 41 Greedy Vance CB - 27 Sam Webb CB - 40 JT Woods S Special Team - 50 Jacob Bobenmoyer LS - 8 Daniel Carlson K - 6 A.J. Cole P Roster aggiornato al 12 agosto 2025 91 attivi |
| Legenda - I rookie sono in corsivo. - Il primo ruolo è il principale mentre gli eventuali successivi indicano i ruoli secondari. - (IR) sta per Injured Reserve ed indica la lista ristretta per un solo giocatore infortunato che può tornare ad allenarsi dopo la settimana 6 e a rientrare in prima squadra dopo che questa ha giocato 8 partite. - (NF-Inj.) / (NF-Ill.) stanno rispettivamente per Non-Football Injured e Non-Football Illness ed indicano le liste dove viene inserito un giocatore che ha un infortunio o una malattia non dipendente dal football americano. - (PUP) sta per Physically Unable to Perform ed indica la lista dove viene inserito un giocatore mentre è in attesa di recuperare la condizione fisica. Nella stagione regolare dopo la sesta partita giocata dalla propria squadra, il giocatore ha tempo tre settimane per riprendere ad allenarsi, più tre settimane aggiuntive dal suo rientro agli allenamenti per rientrare in prima squadra. |

## Precampionato
Il 14 maggio 2025 fu annunciato che i Raiders avrebbero affrontato nel precampionato tre squadre della NFC West: i Seahawks, i Cardinals e, per il terzo anno di fila, i 49ers. Il calendario delle gare fu reso noto il 19 maggio. il 14 agosto, come ormai usuale nella NFL durante il precampionato, i Raiders svolsero presso il proprio centro sportivo una seduta di allenamento congiunto con i 49ers in vista della gara di settimana 2.
| Precampionato |           |           |                     |           |        |                    |             |         |
| Settimana     | Data      | Ora (PT)  | Avversario          | Risultato | Record | Stadio             | TV          | Sintesi |
| 1             | 7 agosto  | 7:00 p.m. | @ Seattle Seahawks  | P 23-23   | 0-0-1  | Lumen Field        | Fox 5 (Fox) | Sintesi |
| 2             | 16 agosto | 1:05 p.m. | San Francisco 49ers | S 19-22   | 0-1-1  | Allegiant Stadium  | Fox 5 (Fox) | Sintesi |
| 3             | 23 agosto | 7:00 p.m  | @ Arizona Cardinals | -         | -      | State Farm Stadium | Fox 5 (Fox) | -       |

## Stagione regolare

### Calendario
Il 6 gennaio 2025 la NFL ufficializzò, sulla base delle rotazioni previste per gli accoppiamenti tra le division nonché dai piazzamenti ottenuti nella stagione precedente, il gruppo degli avversari dei Raiders, che fu giudicato come il 16º più duro da affrontare tra tutti quelli della stagione 2025. Il calendario della stagione regolare fu annunciato il 14 maggio 2025.
| Stagione regolare |                    |                    |                          |                    |                    |                            |                    |                    |
| Settimana         | Data               | Ora (PT)           | Avversario               | Risultato          | Record             | Stadio                     | TV                 | Sintesi            |
| 1                 | 7 settembre        | 10:00 a.m.         | @ New England Patriots   | -                  | -                  | Gillette Stadium           | CBS                | -                  |
| 2                 | 15 settembre       | 7:00 p.m.          | Los Angeles Chargers (M) | -                  | -                  | Allegiant Stadium          | ESPN               | -                  |
| 3                 | 21 settembre       | 10:00 a.m.         | @ Washington Commanders  | -                  | -                  | Northwest Stadium          | Fox                | -                  |
| 4                 | 28 settembre       | 1:25 p.m.          | Chicago Bears            | -                  | -                  | Allegiant Stadium          | CBS                | -                  |
| 5                 | 5 ottobre          | 10:00 a.m.         | @ Indianapolis Colts     | -                  | -                  | Lucas Oil Stadium          | Fox                | -                  |
| 6                 | 12 ottobre         | 1:05 p.m.          | Tennessee Titans         | -                  | -                  | Allegiant Stadium          | Fox                | -                  |
| 7                 | 19 ottobre         | 10:00 a.m.         | @ Kansas City Chiefs     | -                  | -                  | Arrowhead Stadium          | CBS                | -                  |
| 8                 | Settimana di pausa | Settimana di pausa | Settimana di pausa       | Settimana di pausa | Settimana di pausa | Settimana di pausa         | Settimana di pausa | Settimana di pausa |
| 9                 | 2 novembre         | 1:05 p.m.          | Jacksonville Jaguars     | -                  | -                  | Allegiant Stadium          | Fox                | -                  |
| 10                | 6 novembre         | 5:15 p.m.          | @ Denver Broncos (T)     | -                  | -                  | Empower Field at Mile High | Prime Video        | -                  |
| 11                | 17 novembre        | 5:15 p.m.          | Dallas Cowboys (M)       | -                  | -                  | Allegiant Stadium          | ESPN/ABC           | -                  |
| 12                | 23 novembre        | 1:05 p.m.          | Cleveland Browns         | -                  | -                  | Allegiant Stadium          | CBS                | -                  |
| 13                | 30 novembre        | 1:25 p.m.          | @ Los Angeles Chargers   | -                  | -                  | SoFi Stadium               | CBS                | -                  |
| 14                | 7 dicembre         | 1:05 p.m.          | Denver Broncos           | -                  | -                  | Allegiant Stadium          | CBS                | -                  |
| 15                | 14 dicembre        | 10:00 a.m.         | @ Philadelphia Eagles    | -                  | -                  | Lincoln Financial Field    | Fox                | -                  |
| 16                | 21 dicembre        | 1:25 p.m.          | @ Houston Texans         | -                  | -                  | NRG Stadium                | CBS                | -                  |
| 17                | da def.            | da def.            | New York Giants          | -                  | -                  | Allegiant Stadium          | da def.            | -                  |
| 18                | da def.            | da def.            | Kansas City Chiefs       | -                  | -                  | Allegiant Stadium          | da def.            | -                  |

Note:
- Gli avversari della propria division sono in grassetto.
- Il simbolo "@" indica una partita giocata in trasferta.
- (M) indica il Monday Night Football e (T) il Thursday Night Football.
- Dall'undicesimo al diciassettesimo turno si adotta una programmazione flessibile (flexing schedule): le partite del Sunday Night Football, del Monday Night Football e del Thursday Night Football sono programmate in via provvisoria e sono eventualmente soggette a modifiche.
- Data e orario della gara del diciottesimo turno saranno stabilite dopo lo svolgimento del diciassettesimo turno.